# Cloudsurfers
Cloudsurfers is een Nederlandse band, bestaande uit Thom Liesting (zang en gitaar), Pieter Sloot (gitaar), Jess van der Zee (basgitaar), Nanne Hatzman (drums) en Ramses Hooymeijer (drums).

## Geschiedenis
De band werd opgericht in 2019 en had hun eerste optreden in Cafe Gelderingen te Steenwijkerwold. De eerste jaren traden ze op als viertal; in 2021 voegde Hatzman zich aan de band toe als tweede drummer. In 2020 deed de band met aan de Kleine prijs fan Fryslân, welke ze wonnen. Ze brachten in hetzelfde jaar hun eerste singles uit; Surf the Cloud en Sweet Tooth. Ze wonnen januari 2021 de Talent Award bij Popgala Noord en in februari 2021 de award voor Beste Nieuwkomer 2020 bij de Friese Popawards.
In maart 2021 kwam de band met hun debuutalbum Don't Know What Hit Me. Op dit album wordt door de band verschillende heftige thema's aangesneden, zoals psychoses, angststoornissen, verwarrende relaties, psychiatrie, medicatie en ziekenhuistaferelen. Ze waren onderdeel van Popronde 2021, waarvan ze de meest geboekte band waren. Aan het eind van 2021 werd de single Yaggerdang uitgebracht.
In januari 2022 stonden ze op het Noorderslag gedeelte van ESNS. De band toerde dat jaar door Europa en speelde in landen als Frankrijk, Zweden en Denemarken. Ze speelden in Nederland onder andere op de festivals Oranjepop, Dauwpop, Klomppop, Into the Great Wide Open en Appelpop. In de eerste maand van 2023 stond de band opnieuw op ESNS, maar nu op het Eurosonic deel van het festival. Daarnaast kwamen ze in dat jaar met de singles Cheap Cocaine, Ein Chaumeur, Contradicting Medication en The Curse, opbouwend naar het tweede album Subhuman Essence dat in september van 2023 werd uitgebracht. Verder stonden ze in dat jaar in Nederland onder meer op het Valkhof Festival en de Zwarte Cross.

## Muziekstijl
De muziekstijl wordt door de media verschillende namen gegeven, zoals garage punk, postpunk, surfpunk en psychedelische rock. Bandlid Pieter Sloot omschreef het zelf als "psychedelisch geïnjecteerde garagerock met grunge-invloeden", terwijl drummer Nanne Hatzman het "... ‘surfy’ met voornamelijk up-tempo punk, fuzz-achtige shit" noemde. Ze worden geïnspireerd door onder andere King Gizzard & The Lizard Wizard, Ty Segall en Oh Sees.